# Triodia longipalea
Triodia longipalea är en gräsart som beskrevs av Michael Lazarides. Triodia longipalea ingår i släktet Triodia och familjen gräs. Inga underarter finns listade i Catalogue of Life.